# Guerrero
Guerrero er en delstat i Mexico. Mod vest deler den grænse med den mexicanske delstat Michoacán, mod nord med delstaten Mexico, Morelos og Puebla, mod øst Oaxaca og mod syd Stillehavet. Guerrero har et areal på 63.749 km². I 2003 var det anslåede indbyggertal 3.167.400. ISO 3166-2-koden er MX-GRO.
Hovedstaden hedder Chilpancingo de los Bravo. Blandt delstatens øvrige byer er de største Acapulco, Iguala de la Independencia, Zihuatanejo og Taxco.
Den 27. april 2009 blev området ramt af et middelkraftigt jordskælv (5,6 på Richterskalaen) med epicenter godt 30 km sydøst for Chilpancingo de los Bravo i ca. 40 km dybde.